# NGC 4573
NGC 4573 is een balkspiraalstelsel in het sterrenbeeld Centaur. Het hemelobject werd op 15 maart 1836 ontdekt door de Britse astronoom John Herschel.

## Synoniemen
- ESO 268-26
- MCG -7-26-14
- FAIR 455
- AM 1235-432
- DCL 84
- PGC 42167